# シークレット・レベル
『シークレット・レベル』（Secret Level）は、Amazon Prime Videoが配信しているアメリカ合衆国の成人向けアンソロジー・アニメシリーズ作品。企画はティム・ミラー、総監督はデイブ・ウィルソンが務め、様々なコンピュータゲームのタイトルを原作とするエピソードで構成されている。
本シリーズの製作はAmazon MGMスタジオとミラーの所属するブラー・スタジオが共同で手掛け、エピソードごとに各国のスタジオがアニメーション制作を担当している。また、アーノルド・シュワルツェネッガーやケヴィン・ハート、キアヌ・リーヴスなどの俳優陣が声優として参加している。
本シリーズは2024年12月10日に8エピソードが最初に公開。同月17日に残りのエピソードが公開されると同時に、シーズン2への更新が決定した。

## 概要
本シリーズは、以下のビデオゲームのフランチャイズを題材にした短編で構成されている。
| ゲームタイトル              | 開発元・パブリッシャー                     |
| --------------------------- | ------------------------------------------ |
| CONCORD                     | ソニー・インタラクティブエンタテインメント |
| Exodus                      | Archetype Entertainment (英語版)           |
| New World: Aeternum         | アマゾンゲームスタジオ                     |
| The Outer Worlds 2          | Obsidian Entertainment (英語版)            |
| Spelunky                    | Mossmouth, LLC                             |
| Unreal Tournament           | Epic Games                                 |
| アーマード・コア            | フロムソフトウェア                         |
| ウォーハンマー40,000        | ゲームズ・ワークショップ                   |
| 王者栄耀                    | TiMi Studios                               |
| クロスファイア              | スマイルゲート                             |
| 師父-Sifu-                  | Sloclap                                    |
| ダンジョンズ&ドラゴンズ     | ウィザーズ・オブ・ザ・コースト             |
| パックマン                  | バンダイナムコエンターテインメント         |
| ロックマン                  | カプコン                                   |
| PlayStation Studiosの作品群 | ソニー・インタラクティブエンタテインメント |

## エピソード一覧
| 話数 | タイトル                                                                                      | 監督                                                                      | 脚本                                                                   | アニメーション制作                       | 公開日         | 長さ |
| --- | --------------------------------------------------------------------------------------------- | ------------------------------------------------------------------------- | ---------------------------------------------------------------------- | ---------------------------------------- | -------------- | ---- |
| 1 | "ダンジョンズ&ドラゴンズ ～女王の揺りかご～" "Dungeons & Dragons: The Queen's Cradle"         | - マキシム・ルエール - レオン・ベレル - ドミニク・ボイダン - レミ・コジラ | - K・D・ダビラ - レビン・メネクセ 原案:ブルック・ボーランダー          | ユニット・イメージ ( フランス)           | 2024年12月10日 | 16分 |
| ドラゴン教団によって邪悪なドラゴン、ティアマトへの生け贄にされた少年ソロンは、聖騎士のモーラ率いる一行によって助けられる。追って来た教団の猛攻を防ぐ間、モーラは彼を救うべく、偉大なドラゴン、オリエルのもとへ連れて行く。オリエルはソロンを救うに値する者と認め、彼の体に宿る呪いの力を自らの体内に封じ込めたものの、逆に体を蝕まれ息絶えてしまう。直後、オリエルの体を突き破ってティアマトが現れ、モーラたちに襲い掛かるが、聖なる力に目覚めたソロンがティアマトの攻撃を防ぐ。モーラたちはソロンを新たな仲間として迎え入れ、共にティアマトとの戦いに臨む。 |                                                                                               |                                                                           |                                                                        |                                          |                |      |
| 2 | "師父 ～命が果てるまで～" "Sifu: It Takes a Life"                                             | ラースロー・ルスカ                                                        | リッチ・ラーソン 原案:リッチ・ラーソン                                 | DIGICピクチャーズ · ( ハンガリー)        | 2024年12月10日 | 10分 |
| 主人公の若き武道家は、立ち寄った餃子の店で女主人のリーと会話をしていた時、かつて彼の父親を殺した男ショーンの手下たちがクラブに入っていくのを目撃する。彼らを追ってクラブに入った武道家は手下たちを相手に戦い、そのたびに命を落とすが、身に着けていた魔法のお守りの力により生き返る。しかしこの力は代償を伴うものであり、生き返るたびに彼は段々と年老いていく。何度も死んでは生き返りを繰り返しながら手下をすべて倒した武道家はショーンの元に辿り着き、挑みかかる。終盤、リーの店を武道家の"祖父"が訪れるが、彼女はその人物が、お守りの力によって年老いてしまった武道家だと気付く。 |                                                                                               |                                                                           |                                                                        |                                          |                |      |
| 3 | "ニュー・ワールド ～過去と未来の王～" "New World: The Once and Future King"                   | - マキシム・ルエール - レオン・ベレル - ドミニク・ボイダン - レミ・コジラ | - J・T・ペティ - フィリップ・ゲラット                                  | ユニット・イメージ ( フランス)           | 2024年12月10日 | 15分 |
| とある国の王であるエルストロムは軍隊と共に航海していたところを嵐に襲われ、乗っていた船と軍隊を失ってしまう。彼はただ一人生き残った従者のスカヴォラと共に、エテルナムという島に漂着したことを知る。そこは住民の誰もが死ぬことなく生き続けている島だった。すぐさまこの島を征服することを決意したエルストロムは、島の支配者であるジマー王に何度も王位を賭けて挑戦するが、ことごとく負けてしまう。今までどんな勝負にも負けたことのなかった彼にはその理由がわからなかったが、スカヴォラの口から、実は今までの勝負は周りが彼を「勝たせてあげていた」だけだったことが明かされる。しかしその事実を受け入れられなかった彼は激高し、スカヴォラと袂を分かつ。何としてでも勝ちたかったエルストロムは洞窟で手に入れた魔法の武器と鎧を纏い、再びジマー王に挑むが、今度もあっさりと負けてしまう。エルストロムと勝負を続けることに飽きていたジマー王は彼に王冠を手渡し（実際は予備の王冠をたくさん持っている）、エルストロムは喜んでそれを受け取ったが、スカヴォラを追い払ったことで今や孤独の身となってしまったことに気付き、虚しさを覚える。彼は地元住民に教えを請い、長い時間をかけて鍛冶の技術を身に着ける。後日、スカヴォラと和解したエルストロムは、片腕をなくしていた彼のために、自らの手で王冠から作った義手を贈った。 |                                                                                               |                                                                           |                                                                        |                                          |                |      |
| 4 | "アンリアル・トーナメント ～ザン～" "Unreal Tournament: Xan"                                  | フランク・バルソン                                                        | ジャスティン・ローズ                                                   | ブラー・スタジオ ( アメリカ合衆国)       | 2024年12月10日 | 19分 |
| 巨大企業リアンドリ社によって運用されていたある一体の採掘ロボットが、突如自我に目覚めた。そのロボットは、人間がロボットを消耗品とみなし、手ひどく扱っていることに怒り、他のロボットを操って従業員を殺害した。程なくしてロボットたちは捕らえられ、見せしめとして観客を集めたバトル大会に出場させられる。反乱を首謀したロボットは他のロボットが出場したバトルの様子を観察して戦闘技術を学び、それを活かして次々と勝利を重ねていった。次第にロボットは観客から大きな支持を集め、ボディーに記された"X4N"という識別番号にちなみ、"ザン"（XAN）と呼ばれるようになる。大会を主催するゲームマスターはザンの弱点を探るべく技術者にロボットの解析を命じる一方、リアンドリ社が抱える選りすぐりの兵士たちをザンと戦わせる。この計画に気づいたザンは、技術者が解析していたロボットに自我を移し、ロボット経由で大会スタジアムのシステムを乗っ取ることで優勝を果たす。ゲームマスターは兵士たちを引き連れ、ザンを破壊しようとするが、兵士たちはザンによってあっけなく殺される。そしてゲームマスターをひざまずかせると、ザンは反乱の意思を示すかのように、高々と拳を上げるのだった。 |                                                                                               |                                                                           |                                                                        |                                          |                |      |
| 5 | "ウォーハンマー40,000 ～恐怖を知らざる者に～" "Warhammer 40,000: And They Shall Know No Fear" | デイブ・ウィルソン                                                        | - J・T・ペティ - ジャスティン・ローズ                                  | ブラー・スタジオ ( アメリカ合衆国)       | 2024年12月10日 | 19分 |
| 遠い未来の宇宙。軍曹メタウラスは、彼が属する帝国に仇なす背教者の抹殺と彼らの遺物を破壊するという任務を受け、部下のタイタスを含む部隊とともに、背教者の惑星へと降り立つ。彼らはそこで背教者の一団と戦い、やがて破壊対象の遺物である彫像にたどり着くが、そこへ強力なミュータントの魔術師が現れる。魔術師は隊員たちの心の奥底にある恐怖心を利用した幻覚攻撃によって隊員たちを殺し、メタウラスもまたそれに屈してしまう。一方、元より恐怖心のなかったタイタスには幻覚攻撃が効かず、魔術師はタイタスによって殺される。彫像は破壊され、異変を察知した背教者の大群が迫る中、深手を負ったメタウラスを尻目にタイタスは一人大群に立ち向かう。 |                                                                                               |                                                                           |                                                                        |                                          |                |      |
| 6 | "パックマン ～サークル～" "PAC-MAN: Circle"                                                   | - ヴィクトル・マルドナド - アルフレッド・トーレス                         | J・T・ペティ                                                           | Illusorium ( スペイン)                   | 2024年12月17日 | 11分 |
| とある場所の地下施設で人型の生物が目覚める。彼の元に謎の球体パックが現れ、彼のいる場所が"迷路"でありそこに囚われていること、そして彼が"選ばれし者"であることを告げる。パックの勧めで彼は剣を手にし、他の生物を殺してその肉を食らい、自らに与えられた役割のために鍛錬を積む。剣士となった彼は迷路の出口に到達するが、そこを守っている生物、"ゴースト"を倒すことができなかった。パックはそんな彼の体に入り込み、ゴーストを倒す力を得て出口へ向かおうとする。迷路に囚われていたのはパックの方であり、脱出するために自分の体を必要としていたことを悟った彼は、パックを引き剥がして息絶える。脱出に失敗したパックは地下施設に戻り、新たな剣士を目覚めさせる。 |                                                                                               |                                                                           |                                                                        |                                          |                |      |
| 7 | "クロスファイア ～好敵手～" "Crossfire: Good Conflict"                                        | ダミアン・ネノウ                                                          | フィリップ・ゲラット 原案:ラス・リントン                               | Platige Image（英語版） ( ポーランド)    | 2024年12月10日 | 19分 |
| ハリケーンが近づいている無人の街で、2つの傭兵グループが建物に籠っていた。一方は民間人の男マーラーを護衛する契約を請け負っており、もう一方は彼の持つブリーフケースを追っていた。彼らは立場が違えど、両者とも「自分たちは悪人じゃない」という信念を持っていた。マーラーを守るメイソン、フィッツ、レイラら護衛側の傭兵たちは車で街から脱出しようとするが、クロス、カブレラ、ジェフリーら追手側の傭兵たちに奇襲攻撃を仕掛けられ、程なくして両者の間で銃撃戦が勃発する。護衛側は追手側の激しい追撃を受けながらも、街はずれの港に到着し、車を乗り換えようとする。しかしそこへ追手側がやってきて再び銃撃戦が繰り広げられる。マーラーはレイラに連れられてその場を離れるが、運悪く追手と出くわしてしまう。レイラはマーラーを守るために彼のブリーフケースを追手に渡すと、港を後にする。納得がいかず抗議するマーラーに、彼女はブリーフケースが契約の対象外であることを告げると、国境の検問所で彼を車から降ろし、去っていく。 |                                                                                               |                                                                           |                                                                        |                                          |                |      |
| 8 | "アーマード・コア ～アセット･マネジメント～" "Armored Core: Asset Management"                 | デイブ・ウィルソン                                                        | J・T・ペティ 原案:ピーター・ワッツ                                     | DIGICピクチャーズ · ( ハンガリー)        | 2024年12月10日 | 14分 |
| 雪に覆われた辺境の街。この世界でただ一人の"強化人間"である主人公のロボットパイロットは、頭の中の"声"を相手に会話する孤独な人生を送っていた。ある日標的を破壊する仕事の依頼を受けた彼は巨大ロボットに乗り込み、依頼で示された目標地点を守っていた敵側のロボットを難なく撃破していく。主人公はその後目標地点にあった施設に入っていくが、そこには強化人間を生み出すためのラボが設置されていた。声は標的が敵側のパイロットたちであること、そして彼らが主人公と同じ強化人間であり、彼らに自分たちを殺す気はなかった可能性を伝える。だが彼は生き残っていた敵パイロットを殺害すると、「俺みたいな奴なんていない」と吐き捨てるのだった。 |                                                                                               |                                                                           |                                                                        |                                          |                |      |
| 9 | "アウター･ワールド ～大切な友達～" "The Outer Worlds: The Company We Keep"                    | Bengt-Anton Runsten                                                       | シボーン・キャロル 原案:ヘザー・アン・キャンベル                       | Goodbye Kansas Studios · ( スウェーデン) | 2024年12月17日 | 19分 |
| 僻地の惑星でゴミの分別作業に従事していた孤児の青年エイモスはある日、大手製薬企業"クレオおばさん"の被験者募集のポスターの中に、親友であるフェリシティの名前を見つける。彼女に恋心を抱いていた彼は、再び彼女に会うために被験者の仕事に応募する。だが彼の新しい職場であるクレオおばさんの実験施設で行われていた生体実験は非人道的なものであり、他の被験者が命を落とす中、エイモスも両手両足を失ってしまう。それでも彼は念願叶ってフェリシティに会うことができたが、会社での躍進を追い求める野心的な人物になってしまった姿を見て落胆し、自暴自棄になる。その後コスト削減という名目で実験が中止され、解雇されることになったエイモスは、「未試験の製品を市場に出す」という不正を行うことを口にしたフェリシティの音声記録を会社のトップに渡そうとするが、なんとフェリシティがそのトップの座についていた。悲痛な面持ちを浮かべたフェリシティから「自分たちは悪人か」と問われたエイモスは彼女が改心したと考え、二人は固く抱き合う。しかしフェリシティの手には、自身の音声記録が握られていた。すべては不正の証拠を隠ぺいするために彼女が取った策略だったのだ。後日、音声記録を回収したフェリシティの乗った宇宙船が飛び立ち、エイモスは何も知らぬまま地上からそれを見送った。                                             |                                                                                               |                                                                           |                                                                        |                                          |                |      |
| 10 | "ロックマン ～始まりの物語～" "Mega Man: Start"                                               | アレックス・ビーティ                                                      | Jeff Juhasz                                                            | Illusorium ( スペイン)                   | 2024年12月17日 | 8分  |
| 大都市メガシティでは、発明家ライト博士の生み出したロボットが悪のワイリー博士によってプログラムを書き換えられ、街を破壊するようになっていた。彼の助手であるロボットの少年ロックは街を守るために戦うことを望んでいたが、博士はそれを受け入れず、自らの設計した"ボンバーマン"を送り出そうとする。だが起動した直後、ボンバーマンはワイリー博士の送り込んだ小型ロボットに乗っ取られ、二人に襲い掛かる。ライト博士を守ろうとしたロックは左手に装着した冷却用のパーツを駆使してボンバーマンを破壊することに成功するが、もう一体の小型ロボットに体を乗っ取られてしまう。彼は危うくライト博士を殺しそうになるも、何とかロボットを自分から引き剥がして破壊する。ロックの純粋な意思と行動力に心を動かされたライト博士は彼の願いを聞き入れ、新しく開発したアーマーを装備させると、ロボットが暴れている市内へと送り出す。 |                                                                                               |                                                                           |                                                                        |                                          |                |      |
| 11 | "エクソダス ～オデッセイ～" "Exodus: Odyssey"                                                 | ティム・ミラー                                                            | アレックス・ビーティ                                                   | ブラー・スタジオ ( アメリカ合衆国)       | 2024年12月17日 | 15分 |
| 自身の娘マリが宇宙を旅する探検家レイフと駆け落ちしてしまった機械工のニックは、彼と共に旅立った娘を追うべく、宇宙船を亜光速で送り出すワープゲートを利用し、旅に出る。ニックは10年近くかけてマリの手がかりを探し続けたが、ワープゲートによる旅がもたらすウラシマ効果により、実際には数十年の年月が経っていた。ようやくニックはマリがいるという惑星に辿り着くが、その時にはすでに彼女はレイフと共に、セレスティアルという種族から貴重な遺物を盗み出し、飛び立った後だった。ニックはセレスティアルの手下となって捜索に加わり、マリを見つけるが、数十年の年月を生きてきた彼女はかなりの年を取っていた。ニックは宇宙船を盗み、マリと共にセレスティアルの追手から逃れるが、マリは逃げる際に負った致命傷のせいで、もう長くは生きられない状態にあった。父との再会を果たした彼女はニックにさらなる遺物がある惑星への地図データを渡すと、静かに息を引き取る。ニックは故郷の惑星に戻り、知り合いの女性の孫娘に遺物を託すと、マリから受け取った地図データにあった惑星を目指し旅立っていった。 |                                                                                               |                                                                           |                                                                        |                                          |                |      |
| 12 | "スぺランキー ～冒険の数々～" "Spelunky: Tally"                                               | エミリー・ディーン                                                        | Tamsyn Muir 原案:Tamsyn Muir                                           | Illusorium ( スペイン)                   | 2024年12月17日 | 8分  |
| 冒険家のアナは危険な罠だらけの洞窟でモグラに似た巨大生物から逃げる途中、穴を飛び越えようとして失敗し、転落死してしまう。しかしここでは死んでもすぐに生き返ることができ、復活した彼女は自分と同じ冒険家の女性リズと初めて死んだ時の体験話で盛り上がる。次こそは洞窟の踏破に成功してみせると意気込むアナだったが、何度も罠にはまっては死ぬのを繰り返すうちに、完全に冒険への意欲を失ってしまう。リズはそんな彼女に、自分が死んだ回数分を刻んだ印の数々を見せながら、すべての冒険には美しい瞬間があることを教える。彼女の言葉で冒険への意欲を取り戻したアナは、また洞窟の中へと足を踏み入れる。 |                                                                                               |                                                                           |                                                                        |                                          |                |      |
| 13 | "コンコード ～インプラカブル号の物語～" "Concord: Tale of the Implacable"                     | パトリック・オズボーン                                                    | - J・T・ペティ - クリスチャン・テイラー 原案:レイチェル・K・ジョーンズ | Axis Studios ( イギリス)                 | 2024年12月17日 | 18分 |
| 全銀河の航路を巨大組織"ギルド"が独占している世界。この世界には"フリーガンナー"と呼ばれる者が存在し、彼らはギルドが持つ航路なしでは、誰一人安全に宇宙を航行することができなかった。そんな中、宇宙船インプラカブル号の船長キャシディは、全銀河の航路を収めたマイクロチップを盗んだことでギルドに捕らえられていた。クルーたちは奇襲を仕掛け、彼女を救出しようとするが、あと一歩のところで失敗してしまう。クルーたちはインプラカブル号で脱出した後、失敗の責任の所在をめぐって口論となるが、変装した姿で船に乗り込んでいたキャシディが現れたことで、彼らは大喜びする。だがそれも束の間、ギルドの艦隊が彼らを追いかけてきた上に、ギルドがかけたチップの懸賞金に目が眩んだパイロットに裏切られ、キャシディはギルドに引き渡されそうになる。しかしクルーの機転によりパイロットを宇宙空間に放り出すことで彼らは窮地を脱する。キャシディはチップに収められた航路のデータをすべてのフリーガンナーたちに送信すると、艦隊から逃げるため船を宇宙嵐に突入させる。彼女たちのその後は最後まで明らかにされないものの、結果としてフリーガンナーたちは安全な航路を手に入れたことが示唆される。 |                                                                                               |                                                                           |                                                                        |                                          |                |      |
| 14 | "王者栄耀 ～万物の道～" "Honor of Kings: The Way of All Things"                               | Csaba Vicze                                                               | J・T・ペティ 原案:S・L・フアン                                         | DIGICピクチャーズ · ( ハンガリー)        | 2024年12月17日 | 18分 |
| 知能を持つ機械"天宮"に支配されている都市・長安。そこに暮らす孤児の青年イー・シンは、天宮の不具合によって街が崩落しつつあるのを目の当たりにする。街が置かれている状況も両親の死も、すべては天宮のせいだと考えていた彼は、自らの使命を果たすべく天宮の宮殿へと赴く。老人の姿で現れた天宮にイー・シンは囲碁による勝負を持ち掛け、天宮はこれに応じる。囲碁の最中、イー・シンは自分たちの対局そのものが長安に影響を及ぼしていることに気付き、天宮はすべての物事は起こるべくして起こることを説く。それでも天宮の言葉を否定するイー・シンに、天宮は彼の両親の身に起こったことを光景として見せる。かつて魔物の大群に襲われていた長安を救うため、両親はまだ幼かった彼を残して自らの命を犠牲にしたのだった。それを見たイー・シンは、自分たちがいる宮殿のある場所に影響を与える一手を打つことで、天宮を宮殿ごと破壊し、長安を救おうとする。彼の一手により自身が負けることを悟った天宮は降参することを決める。かくして対局に勝利したイー・シンは天宮の力を手に入れ、長安の支配者となる。しかし天宮は最初から、自身が負ける運命をたどることを知っていた。終盤でイー・シンが勝つまでの光景を見届けた天宮は、冒頭の時と同じように彼を迎え入れる。                                                                             |                                                                                               |                                                                           |                                                                        |                                          |                |      |
| 15 | "プレイタイム ～フルフィルメント～" "Playtime: Fulfillment"                                   | Istvan Zorkoczy                                                           | J・T・ペティ 原案:リッチ・ラーソン                                     | DIGICピクチャーズ · ( ハンガリー)        | 2024年12月17日 | 12分 |
| ポイントを稼ぐために日々配達の仕事に明け暮れているオーは、見知らぬ男ジョニーから自分の代わりに小包を届けてくれるよう頼まれる。彼女の相棒であるロボット、バディボットは受け取らないほうがいいと警告するが、彼女はそれを無視して小包を受け取る。すると小包の中から、コンジットという小さな生き物が現れ、直後に彼女はコンジットを狙う様々な人物（PlayStation Studiosのゲームに登場するキャラクター）から追われるようになる。だが捕まえられそうになるたびにコンジットはオーの乗っていた自転車を様々な乗り物に変え、それによって彼女は逃げ切ることに成功する。バディボットはオーに決められたルートに戻るよう告げるが、契約に縛られる毎日にうんざりしていた彼女は彼を道路に置き去りにする。暴走したバディボットは他の個体を集め、総出で彼女を止めようとするが、コンジットの力でバディボットはすべて破壊され、オーは小包に書かれていた住所にあった家に辿り着く。そこはかつて彼女が生まれ育った家であり、オーは自分の幼少期に思いを馳せる。家を出るとオーの前にジョニーが現れ、一連の出来事がすべて"ゲーム"の一環だったことが明かされる。オーはジョニーに3回勝負を持ちかけ、二人は街の中へと走っていく。 |                                                                                               |                                                                           |                                                                        |                                          |                |      |

## 声の出演
| 話 | 役名                     | 原語版声優                       | 日本語吹替     |
| -- | ------------------------ | -------------------------------- | -------------- |
| 1  | ソロン                   | ノア・マンズール                 | 津嘉山寿穂     |
| 1  | モーラ                   | マドリン・ナイト                 | 本田貴子       |
| 1  | アホカル                 | Umulisa Gahiga                   | 木村香央里     |
| 1  | タリー                   | Laura Wohlwend                   | 石川藍         |
| 1  | ルズム                   | Delroy Atkinson                  | 最上嗣生       |
| 1  | オリエル                 | Paul Ridley                      | 田島章寛       |
| 1  | ティアマト               | Rita Estevanovich, Tracy Wiles   | 不明           |
| 2  | 主人公                   | パリー・シェン                   | 福西勝也       |
| 2  | 主人公（老人）           | Ping Wu                          | 浦山迅         |
| 2  | 主人公（少年）           | Rae Lim                          | 不明           |
| 2  | リー                     | Lydia Look                       | 斉藤こず恵     |
| 2  | ショーン                 | Nelson Lee                       | 奥田寛章       |
| 2  | 手下                     | Feodor Chin                      | 不明           |
| 3  | エルストロム王           | アーノルド・シュワルツェネッガー | 安元洋貴       |
| 3  | スカヴォラ               | Steven Pacey                     | 早川毅         |
| 3  | ジマー王                 | ガブリエル・ルナ                 | 上別府仁資     |
| 3  | ウルダ(エテルナムの住民) | Arazou                           | なし           |
| 3  | ジマー王の側近           | Dana Haqjoo                      | 不明           |
| 3  | 魔術師                   | カルロ・ロタ                     | 不明           |
| 4  | ゲームマスター           | エロディ・ユン                   | 林真里花       |
| 4  | ネクリスキャプテン       | ギデオン・エメリー               | 露崎亘         |
| 4  | ディーン                 | Mitch Eakins                     | 不明           |
| 4  | パーカー                 | Chris Payne Gilbert              | 不明           |
| 4  | 技術者                   | Carlin James                     | 不明           |
| 4  | アナウンサー             | フレッド・タタショア             | 不明           |
| 5  | メタウラス               | アドウェール・アキノエ＝アグバエ | 白熊寛嗣       |
| 5  | タイタス                 | クライヴ・スタンデン             | 大塚明夫       |
| 5  | タイタス(少年)           | Ben Plessala                     | 不明           |
| 5  | アストロパス / 指揮官    | マーク・A・シェパード            | 不明           |
| 5  | 魔術師                   | Alexa Kahn                       | なし           |
| 6  | パック                   | エミリー・スワロー               | 清水理沙       |
| 6  | 剣士                     | Aleks Le                         | 田中光         |
| 7  | マーラー                 | Matt Peters                      | 荻野晴朗       |
| 7  | メイソン                 | Jake Matthews                    | 中西正樹       |
| 7  | フィッツ                 | Samuel Roukin                    | 江頭宏哉       |
| 7  | レイラ                   | Claudia Doumit                   | 合田絵利       |
| 7  | クロス                   | Ricky Whittle                    | 鷲見昂大       |
| 7  | カブレラ                 | Jessica Camacho                  | 金田愛         |
| 7  | ジェフリー               | Aidan Bristow                    | 武田太一       |
| 7  | オペレーター             | Alex Jai                         | 不明           |
| 7  | 狙撃手                   | Piotr Michael                    | 不明           |
| 8  | パイロット               | キアヌ・リーブス                 | 森川智之       |
| 8  | ザ・ボイス               | Erin Yvette                      | 近藤唯         |
| 8  | 少年                     | パトリック・シュワルツェネッガー | 吉原光         |
| 8  | オールド・ソルト         | テムエラ・モリソン               | 仲野裕         |
| 8  | 派遣業者 / 機械工        | スティーヴン・ブルーム           | 不明           |
| 9  | エイモス                 | Brenock O'Connor                 | 菅原雅芳       |
| 9  | フェリシティ             | ラフィー・キャシディ             | 下山田綾華     |
| 9  | ラングドン               | Fenella Woolgar                  | きそひろこ     |
| 9  | コートライト             | Jamie Treacher                   | 菊池康弘       |
| 9  | 助言する男               | Nicholas A. Newman               | 不明           |
| 9  | 面接担当者               | Joanne Henry                     | 不明           |
| 10 | トーマス・ライト         | Rick Overton                     | 茶風林         |
| 10 | ロック                   | Alkaio Thiele                    | 松本沙羅       |
| 10 | ニュースキャスター1      | Bridget Oberlin                  | 不明           |
| 10 | ニュースキャスター2      | Brad Abrell                      | 不明           |
| 11 | カーラ                   | Lily Cowles                      | 甲斐田裕子     |
| 11 | ニック                   | マイケル・ビーチ                 | 高階俊嗣       |
| 11 | マリ                     | Nikko Austin Smith               | 熊谷海麗       |
| 11 | レイフ                   | Christopher Sean                 | 横田大輔       |
| 11 | セイディ                 | Courtenay Taylor                 | 長尾歩         |
| 11 | ルカ                     | Paul Nakauchi                    | 高瀬右光       |
| 12 | アナ・スペランキー       | アリアナ・グリーンブラット       | 生天目仁美     |
| 12 | リズ・マトン             | Merle Dandridge                  | 稲川英里       |
| 13 | ブリガンド               | Darin De Paul                    | 間宮康弘       |
| 13 | キャシディ・タイマク     | Leah Harvey                      | 島田愛野       |
| 13 | スモークス               | Laura Bailey                     | 大平あひる     |
| 13 | レイド                   | Dimitri Abold                    | 伊丸岡篤       |
| 13 | カイ                     | Arthur Lee                       | 岩崎諒太       |
| 13 | スレイディ               | Rachel Handshaw                  | 國府咲月       |
| 13 | ジュリアス               | Max Rinehart                     | 遠藤大智       |
| 13 | 将校                     | Callosian Officer                | ボルケーノ太田 |
| 13 | レノックス               | Derek Phillips                   | 杉田智和       |
| 13 | スピッツ                 | Kerry Gutierrez                  | 不明           |
| 13 | ギルド護衛1              | Clay Savage                      | 不明           |
| 13 | ギルド護衛2              | William Calvert                  | 不明           |
| 14 | イー・シン               | Aleks Le                         | 相楽信頼       |
| 14 | 天宮                     | Nelson Lee                       | 菅生隆之       |
| 14 | 物乞い                   | ヴィク・チャオ                   | 不明           |
| 14 | イー・シンの母           | Joy Osmanski                     | 不明           |
| 14 | イー・シンの父           | Lee Shorten                      | 不明           |
| 15 | オー                     | Heaven Hart                      | 漆山ゆうき     |
| 15 | バディボット             | ケヴィン・ハート                 | 勝杏里         |
| 15 | ジョニー                 | Jonny Cruz                       | 星祐樹         |
| 15 | クレイトス               | クリストファー・ジャッジ         | 三宅健太       |
| 15 | ヘルダイバー1            | Andrew Morgado                   | 不明           |
| 15 | ヘルダイバー2            | フレッド・タタショア             | 不明           |
| 15 | ヘルダイバー3            | Mara Junot                       | 不明           |

その他吹替キャスト
ハートル実沙、柿田よしくに、はなみ竜司、松永郁歩、藤田将利、長嵜一帆、秋吉優衣、秋葉恭平、遠藤さき、岩河拓吾、佐藤友啓、かどたにまみ、宮古風佳、美斉津恵友、大下昌之、反町有里、伊原正明、村上このみ、新藤みなみ、いとうさとる、三川華月、菊池ゆりな

### 日本語版製作
- 製作：グロービジョン株式会社[19]
- 翻訳：首藤千恵、粟谷恭子[19]
- 脚本・演出：榎本隆[19]